# Зелений S
Зелений S (англ.  Green S, FD&C Green 4) — синтетичний харчовий барвник, зареєстрований як харчовий додаток E142.
Заборонений в Канаді, США, Японії і Норвегії.
В Україні барвник є в переліку дозволених харчових добавок.

## Використання в медицині
Зелений S  може використовуватись для зафарбовування живих клітин. Він застосовується в офтальмології, поряд з флуоресцеїном і бенгальським рожевим барвником для діагностики різноманітних захворювань поверхні ока, наприклад сухості очей.